# Guy Toindouba
Guy Roger Toindouba (* 14. April 1988 in Garoua) ist ein Kameruner Fußballspieler.

## Karriere
Toindouba wurde in der Kameruner Stadt Garoua geboren und erlernte das Fußballspielen in den Jugendmannschaften diverser Mannschaften seiner Heimat. 2005 wechselte er zur libyschen Mannschaft Sahel FC und spielte die nächsten vier Spielzeiten für diesen Klub. Davon verbrachte er die Spielzeit 2007/08 als Leihspieler bei Cotonsport Garoua. Mit Espérance Tunis gewann er 2010 und 2011 die Meisterschaft und 2011 auch die CAF Champions League.
Im Frühjahr 2012 wechselte Toindouba zum norwegischen Verein Lillestrøm SK. Zum Frühjahr 2013 verließ er Lillestrøm SK und wechselte in die türkische TFF 1. Lig zum Aufsteiger Adana Demirspor. Im August 2013 löste Toindouba seinen mit Demirspor laufenden Vertrag mit gegenseitigem Einvernehmen auf. Die folgenden zweieinhalb Jahre spielte er in Tunesien, bevor er bis 2019 in Kuweit aktiv war. Ab 2019 spielte er in Saudi-Arabien bei Najran SC.